# Kühn & Kollegen
Kühn & Kollegen – Das NDR Team kämpft für Sie ist eine auf dem NDR ausgestrahlte etwa 30-minütige Fernsehsendung, die seit dem 27. September 2007 ausgestrahlt wird.

## Handlung
Die Moderatorin Sabine Kühn recherchiert auf Anfrage von Zuschauern in Rechtsstreitigkeiten und interviewt die Gegenpartei. Unterstützt wird sie von einem Rechtsanwalt und einem sechsköpfigen Journalistenteam. Gleichzeitig gibt sie Ratschläge für ähnliche Situationen. 
Kühn & Kollegen wird im Auftrag des NDR von TV Plus produziert und mit Mitteln der nordmedia Fonds GmbH in Niedersachsen und Bremen gefördert. In schwierigeren Fällen folgt in der nächsten Ausgabe die Auflösung. In einer Ausgabe werden mehrere Probleme behandelt.